# Диодот I
Диодот I (устар. Теодат, др.-греч. Διόδοτος), известный как Сотер (Σωτήρ, с др.-греч. — «Спаситель»; ум. ок. 236/35 года до н. э., Бактра), — первый независимый эллинистический басилевс Греко-Бактрийского царства.
Диодот был селевкидским сатрапом Бактрии и Согдианы, назначенным царём Антиохом II после его прихода к власти в империи. Вероятно, около 250 года до н. э. он провозгласил независимость провинции от Селевкидов. По одной версии он воспользовался ослаблением греческой державы, по другой — принял такое решение на фоне вторжения в регион кочевников-парнов во главе с Аршаком I. За успешную оборону Бактрии от парнов Диодот получил эпитет «Спасителя». Однако после смерти монарха его наследник того же имени предпочёл заключить военный союз с парнами для ведения совместных боевых действий против Селевкидов.

## Биография

### Правление сатрапией
Дата рождения Диодота неизвестна. Его имя означает «дарованный Зевсом». Точно неизвестно и то, когда именно этот человек занял пост сатрапа Бактрии. По происхождению Диодот был эллином и помимо Бактрии правил Согдианой. Британский археолог Дж. Макдональд в начале XX века писал, что Диодот получил власть от Антиоха I Сотера около 280 года до н. э. и в дальнейшем продолжал быть одним из вассалов Селевкидов на протяжении трёх десятилетий. Этот вывод он сделал на основании клинописной таблички 276—274 годов до н. э., в которой сатрап Бактрии приказывал отправить на помощь Антиоху боевых слонов в Вавилонию. В табличке присутствует монограмма, которую историк прочёл как имя главы сатрапии Бактрия Диодот. Однако, согласно мнению современного исследователя Ф. Холта, предположение само по себе не имеет оснований кроме как желания некоторых исследователей найти столь ранние упоминания Диодота. Он писал, что назначил Диодота уже Антиох II.
Основные археологические находки и источники того периода связаны с раскопками Ай-Ханума. Диодот, будучи в то время уже правителем сатрапии, скорее всего принимал участие в строительстве города, однако конкретных данных об этом получить невозможно. В целом, обстоятельства его ранней карьеры известны мало. Диодот имел чин стратега, будучи ответственным в том числе и за военные дела в сатрапии, а также руководил финансами и прочими делами в регионе. Уже в то время он обладал царской властью, пользовался царскими полномочиями и «вёл царскую жизнь» в пределах своего региона.

### Провозглашение независимости
Сепаратизм греческих наместников Бактрии зародился ещё во время Индийского похода Александра III Македонского. Однако при нём, как и при ранних монархах из династии Селевкидов, добиться независимости было невозможно. Однако со временем потомки диадохов ослабели, и экономические и политические факторы привели к усилению желания бактрийцев освободиться из под чужеземного ига.
В источниках и научных работах нет консенсусной датировки отложения Диодота I от Селевкидской державы. Эта дата может быть установлена лишь приблизительно. На основании данных Юстина, упомянувшего консулов Луция Манлия Вульсона и Марка Атилия Регула как правивших в год отделения Бактрии, установлена наиболее ранняя из возможных дат сепаратизма — 256 год до н. э., что в своё время принял возможным один из первых исследователей Бактрии З. Байер, а с ним и другие учёные Европы. Другие авторы относили отделение Бактрии к 255, 255—250, 250-м годам до н. э. или ровно к 250 году до н. э. По словам В. М. Массона, В. А. Ромодина и А. А. Попова, это основано на предположении о том, что Юстин ошибся в именах консулов и назвал Марка Атилия Регула вместо правившего с Вульсоном в этот год Гая Атилия Регула. И. Дройзен также отнёс восстание к 250 году до н. э. и посчитал, что оно определённо произошло в годы правления Антиоха II из-за того, что известны монеты, идентичные монетам Антиоха, на которых лишь изменён профиль последнего на профиль Диодота I. Из античных/средневековых авторов об этой дате говорили также Евсевий и Мовсес Хоренаци; они же называли этот год и годом отделения Парфии от Селевкидов. В 1938 году У. Тарн писал, что эта версия дискредитирована и что оно произошло позднее, однако в «Иранике» 1995 года шри-ланкский историк О. Бопеараччи отметил, что её поддерживают большинство авторов. Ряд историков писали, что провозглашение независимости произошло в 248 (эта точка зрения господствовала по состоянию на 1961 год), около 246 или в 246—245 годах до н. э. Ни один из античных авторов не писал, что это произошло уже после смерти Антиоха II, однако историк М. Дьяконов датировал восстание 239, а Н. Овертум писал, что само восстание произошло в 245, а провозглашение царём — лишь в 238 году до н. э. Энциклопедические же источники XX и XXI века придерживаются даты около 250 года до н. э.
Нет в историографии и единого мнения о мотивах и характере отложения. Римский историк Юстин так описал провозглашение бактрийской независимости: «Тогда же отложился от [македонян] и Диодот, правитель тысячи бактрийских городов, и приказал именовать себя царем; следуя этому примеру, от македонян отпали народы всего Востока». Овертум называл причиной появление в регионе кочевников-парнов, что захватили Парфию у Андрагора и разрушили и без того хрупкий баланс сил, что сложился на Среднем Востоке, Марек Ольбрыхт — падение престижа Селевкидской державы и восстания князей Персиды против Антиоха II. Некоторые авторы считают, что сепаратизм бактрийцев и вовсе сложился мирным путём основываясь на том, что на отчеканенных монетах были одновременно представлены портрет сатрапа и имя монарха, а также на последовавшем затем союзом между Диодотом и Селевком. Холт писал о том, что Бактрия, скорее всего, отложилась мирно по причине того, что в источниках не зафиксированы какие-то значительные разрушения и/или кровопролитие. Некоторые советские авторы считали же, что основания для такого предположения отсутствуют, а причины в отсутствии военной реакции Селевкидов на происходящее заключались лишь в их занятости конфликтом в своих западных владениях. Так или иначе, в Бактрии именно наместник Селевкидов Диодот принял на себя роль руководителя провозгласившего независимость местных народов от империи. Царский титул правителей Бактрии оставался непризнанным вплоть до осады Бактры Антиохом III в 208—206 годах до н. э., когда селевкидский монарх признал царём Евтидема I. Д. В. Бирюков даже писал, что не исключена вероятность того, что Евтидем мог быть формальным селевкидским наместником Согдианы, а не вассалом Диодота I и Диодота II, однако А. А. Попов раскритиковал эту гипотезу и отметил, что вероятнее всего Евтидем был ставленником бактрийского монарха.

#### Гипотеза об Евтидеме — первом царе Греко-Бактрии
Историк Д. В. Бирюков в 1997 году высказал сомнения относительно последовательности и дат правления греко-бактрийских царей. По его мнению независимость Бактрии между 239 и 228 годами до н. э. провозгласил Евтидем I. Это основано на данных Страбона: «Евтидем и его сторонники, прежде всего, склонили к восстанию Бактриану и всю ближайшую страну» и противоречивой нумизматики. Историк не исключал возможности, что Диодот сыграл важную роль в восстании против власти Селевкидов. Руководителем восстания Д. В. Бирюков считал Евтидема. По его мнению, первоисточники путают Диодота I и Диодота II, когда называют первого главой мятежа, так как именно Диодот II поднял восстание, но практически сразу его власть была узурпирована Евтидемом, сатрапом Согдианы, «получившим более высокие властные полномочия». Впрочем, данных о войне Евтидема против парнов нет. Возможно, Диодот был подвластен Евтидему и не вёл самостоятельной внешней политики. А. А. Попов отметил, что эта гипотеза игнорирует всю сложившуюся литературную традицию и основана на противоречивом тезисе, который легко объясняется и без предположения, что Евтидем является первым царём Греко-Бактрии — поскольку именно он был тем человеком, чей царский титул был впервые признан Селевкидами.

### Внешняя политика. Конфликты с парнами
14/15 апреля 247 года до н. э. вождь входившего в конфедерацию дахов племени парнов Аршак провозгласил себя царём, с чего ведётся традиционный отсчёт истории Парфянского царства. Первые три года своего правления он вёл кампанию против Бактрии и её властителя Диодота I, который, помимо Бактрии и Согдианы, мог властвовать над Арией и Маргианой. Диодот смог отразить наступление противника в 246/45 годах до н. э., однако Селевк II не направил войска на подавление кочевников, а сам Диодот не стал преследовать противника после разгрома. Причин для этого решения могло быть несколько — боязнь открыть границы для других кочевников, возможная зависимость от центральной власти и отсутствие приказа на преследование, а его силы могли понадобиться на войну против Селевкидов. Не исключён вариант и того, что сил для преследования у него было просто недостаточно. Так или иначе, за разгром парнов и спасение Маргианы Диодот получил эпиклесу «Сотер», то есть «Спаситель». Царь последних же сосредоточился на проблемах на западе, что привело к ещё большей своевольности сатрапий.
Аршак же, достаточно быстро оправившись от военных поражений, покорил земли Парфии, где властвовал потенциальный политический соперник Диодота Андрагор. Это разрушило хрупкий баланс сил и способствовало началу масштабного соперничества между державами. Диодот к этому моменту правил крупнейшим и сильнейшим государством региона, обладая огромными ресурсами. Однако границы оставались во многом ненадёжными, хотя армия явно доказала свою эффективность и возможность побеждать парнов как минимум в обороне своих земель. Опасаясь бактрийцев, парфяне заняли Гирканию. Эти действия Аршака, вкупе с наращиванием им военной мощи, сделали крупный конфликт между державами высоковероятным. Из-за центрального положения Парфии для Аршака был велик шанс быть втянутым в войну сразу на двух фронтах, которая могла бы стать последней для молодого государства.
Однако масштабной войны между государствами не случилось. Около 236/35 года до н. э. Диодот I внезапно умер. Ему наследовал сын того же имени, который отказался от направленной на конфронтацию с Парфией политики отца. Он сначала заключил с парфянами мир, а затем и вовсе предложил союз против общих врагов.

### Семья
Диодот был женат на дочери Антиоха II и сестре Селевка II. Последний выдал сестру замуж в 246 году до н. э. в попытке заручиться союзом и поддержкой со стороны монарха, одновременно заключив династические браки с царями Понта и Каппадокии. Следующий правитель Бактрии Диодот II был его сыном. Также гипотетически у Диодота I мог быть ещё один сын, Антиох Никатор, возможный третий царь Греко-Бактрии, о существовании которого известно лишь из нумизматических данных.

## Монеты

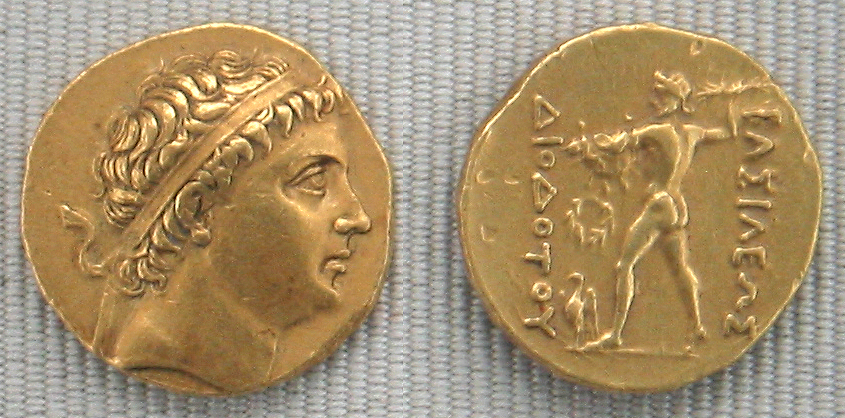
Золотой статер Диодота. На реверсе изображён Зевс Бреметский с эгидой на левой руке и греческой надписью ΒΑΣΙΛΕΩΣ ΔΙΟΔΟΤΟΥ

Вопрос организации чеканки в Бактрии является одним из наиболее сложных в исследовании нумизматики эпохи эллинизма. При Диодоте I чеканились статеры и тетрадрахмы, драхмы и гемидрахмы. Они известны с XIX века. Выделить монеты, отчеканенные в годы верховенства Селевкидов на территории Бактрии, из всех остальных монет Селевкидской державы не представляется возможным. С захватом власти Диодотом их выпуск прекратился. Диодот повелел чеканить собственные монеты, на аверсе которых велел заменить портрет селевкидского монарха на свой, а на реверсе вместо изображения покровителя Селевкидов Аполлона стал чеканиться Зевс, покровитель Диодотидов и его лично. Последним шагом к провозглашению полной независимости стало изменение легенды — в ней имя селевкидского монарха сменилось на имя Диодота I. Эта монетная чеканка, зародившись из монет селевкидских монархов, оставалась неизменной вплоть до конца правления Диодота II.
В 1964 году считалось, что монеты первых царей редко встречаются на раскопках, однако в последующие годы в Афганистане были обнаружены достаточно многочисленные клады с ними. Между монетами разных видов существует большая связь и значительные общие детали, что говорит о том, что в годы правления Диодота была хорошо организована их чеканка. На аверсе каждой из отчеканенных после независимости золотых и серебряных монет изображено одно лицо. Массон и Ромодин писали, что на монетах, вероятно, отображён Диодот I, а его сын лишь продолжал выпуск монет отца. Обычно эти изображения считаются весьма чёткими портретами царей Греко-Бактрии, однако различия между портретами Диодотов, Антиоха II и другими весьма субъективны, в связи с чем такое мнение может быть ошибочным. На реверсе же этих монет изображены различные символы, включая венки, пиктограммы и монограммы из разных букв. Возможно, они представляют знаки монетчиков и/или знаки монетного двора, которые использовали для контроля качества изготовления и веса монет.
Царь Греко-Бактрии Агафокл чеканил памятные монеты с изображениями Александра Македонского, Селевка II, а также своих предшественников — Диодота I, Евтидема I, Деметрия I и Панталеона.